# 族产
族产是以宗族为单位、同一祖宗名下的子孙共同拥有:40的集体财产。在宗族兴起的北宋时期成型:128，沿袭至近代。
按照财产的性质，大体分为不動產、動產两类。不动产包括土地（耕地、林地、墳地、山地等）、房屋、橋渡、水利设施（水库:40、水井:155）等。耕地即是族田，可细分为祭田、義田、学田等:40。房屋细分为祠堂、义宅、义舍、义学学舍:131。此外在商品经济发达的地区，不动产还有墟镇、手工工场等。动产主要是银两（义钱）、公器（祭器）:40、耕牛:155、義莊中的车船、器用:131等。此外，宗族还有共用的世僕，即租用族田、承担劳役的佃仆，亦被视为族产的一部分:52—53。
先秦以来，中国历代政府推崇孝文化，累世同居共财的家族成为典范。宋朝时，因社会经济关系变革，原有的门阀宗族制转化为宗族制。宋朝宗族所设的各类族产，有些在前代已创立，但更多的则属于宋代首创:131。故有当代研究者认为，族产的初创，始于北宋初年:40。
宗族成员之间的族产纠纷通常是所有权、使用權的收纷:154—155。